# Chemikalienrecht (Deutschland)
Das Chemikalienrecht Deutschlands regelt den Umgang mit Gefahrstoffen.

## Rechtsquellen
Die Hauptinstrumente in Deutschland sind die Gesetze und Verordnungen wie:
- ChemG (Chemikaliengesetz) – Gesetz zum Schutz vor gefährlichen Stoffen
- ChemVerbotsV (Chemikalien-Verbotsverordnung) – Verordnung über Verbote und Beschränkungen des Inverkehrbringens gefährlicher Stoffe, Zubereitungen und Erzeugnisse nach dem Chemikaliengesetz
- GefStoffV (Gefahrstoffverordnung) – Verordnung zum Schutz vor gefährlichen Stoffen
- ChemGiftInfoV (Giftinformationsverordnung) – Verordnung über die Mitteilungspflichten nach § 16e des Chemikaliengesetzes zur Vorbeugung und Information bei Vergiftungen
- ChemSanktionsV (Chemikalien-Sanktionsverordnung) – Verordnung zur Sanktionsbewehrung gemeinschafts- oder unionsrechtlicher Verordnungen auf dem Gebiet der Chemikaliensicherheit
- ChemOzonSchichtV (Chemikalien-Ozonschichtverordnung) – Verordnung zum Verbot von bestimmten die Ozonschicht abbauenden Halogenkohlenwasserstoffen.

Weitere, hier nicht im Einzelnen genannte Vorschriften, decken spezielle Anwendungsbereiche ab.

## Europäische Union
Neben den bereits bestehenden mehreren EU-Richtlinien zum Chemikalienrecht ist am 1. Juni 2007 die REACH-Verordnung in Kraft getreten.